# 植物胚胎发育
植物胚胎发育是指胚珠受精後發育成植物胚胎的過程。這是植物生命週期中的一個重要階段。受精後產生的合子必須經歷各種細胞分裂和細胞分化，才能成為成熟的胚胎。成熟的胚胎主要由五個部分組成，之後植物會進入休眠期和发芽期。